# Gustaf Gabriel Appelman
Gustaf Gabriel Appelman (skrev sig Appellmann), född 16 maj 1656, död 24 november 1724, var en svensk militär och landshövding. Han var son till Peter Andersson Appelman.
Appelman blev volontär vid svenska artilleriet i Pommern 1675. Han deltog i Skånska kriget under striderna i Pommern bland annat i slaget vid Fehrbellin och konstapel 1678, blev artillerifänrik 1684 samt löjtnant 1688. Under Pfalziska tronföljdskriget stred han på koalitionens sida i Rhen och Brabant 1690, befordrades därefter till kaptenlöjtnant 1693, kapten 1695 och major 1698. 1696–97 fick han i uppdrag att undervisa Karl XII om artilleriets krigsvetenskap och ingav 1696 ett förslag till användande av järnlavetter för kanoner. 
Under Stora nordiska kriget ledde han under Johan Siöblads befäl artilleriet under slaget vid Narva. 1702 befordrades han till överstelöjtnant och deltog i striderna fram till 1704 då han förlades i Elbing till stadens försvar. Under sin tid vid fortifikationen här konstruerade han en trepundig regementskanon. Han förflyttades senare på grund av en skada till Pommern och hemkallades till Sverige i samband med att han befordrades till överste i mars 1710. 
På uppdrag av defensionskommissionen uppgjorde han i juli 1710 tillsammans med Gabriel Cronstedt en plan för befästningar i Stockholmstrakten. Då arbetet med dessa på grund av pesten och pengabrist avstannade, skickade han en skrivelse till kungen om detta sommaren 1713 där han framhöll nödvändighet av ett sådant försvar och samtidigt framlade förslag till att planlägga ett allmänt uppbåd av allmogen inför ett eventuellt anfall mot huvudstaden. Kungliga rådet vitsordade 1714 hans insatser för försvarsverken i Stockholm. I oktober 1716 utnämndes Appelman till landshövding i Kopparbergs län och fortsatte här för att verka för skapandet av ett folkuppbåd, och om han aldrig behövde använda dessa. 
Vid ryssarnas landstigning i Gävle sommaren 1719 samlade han ett bondeuppbåd vid landskapsgräsen. Under missväxtåren 1717 och 1718 ställdes Appelman inför svåra uppgifter. Han försökte till en början att avtala med bruksägarna om lån till bönderna för att kunna täcka behovet av spannmål, men då inflationen omöjliggjorde uppköp av säd, tvingades han vända sig till kungen för stöd. Visst bistånd kom senare från upphandlingsdeputationen, men inte tillräckligt för att täcka böndernas behov. Appelman erhöll 1717 generalmajors karaktär, upphöjdes till friherrligt stånd i maj 1719 och befordrades till generallöjtnant vid infanteriet i november samma år.